# Liesbet Vereertbrugghen
Liesbet Vereertbrugghen (10 december 1957) is een Belgisch programmamaker (producer, netcoördinator) en schrijver.

## Levensloop

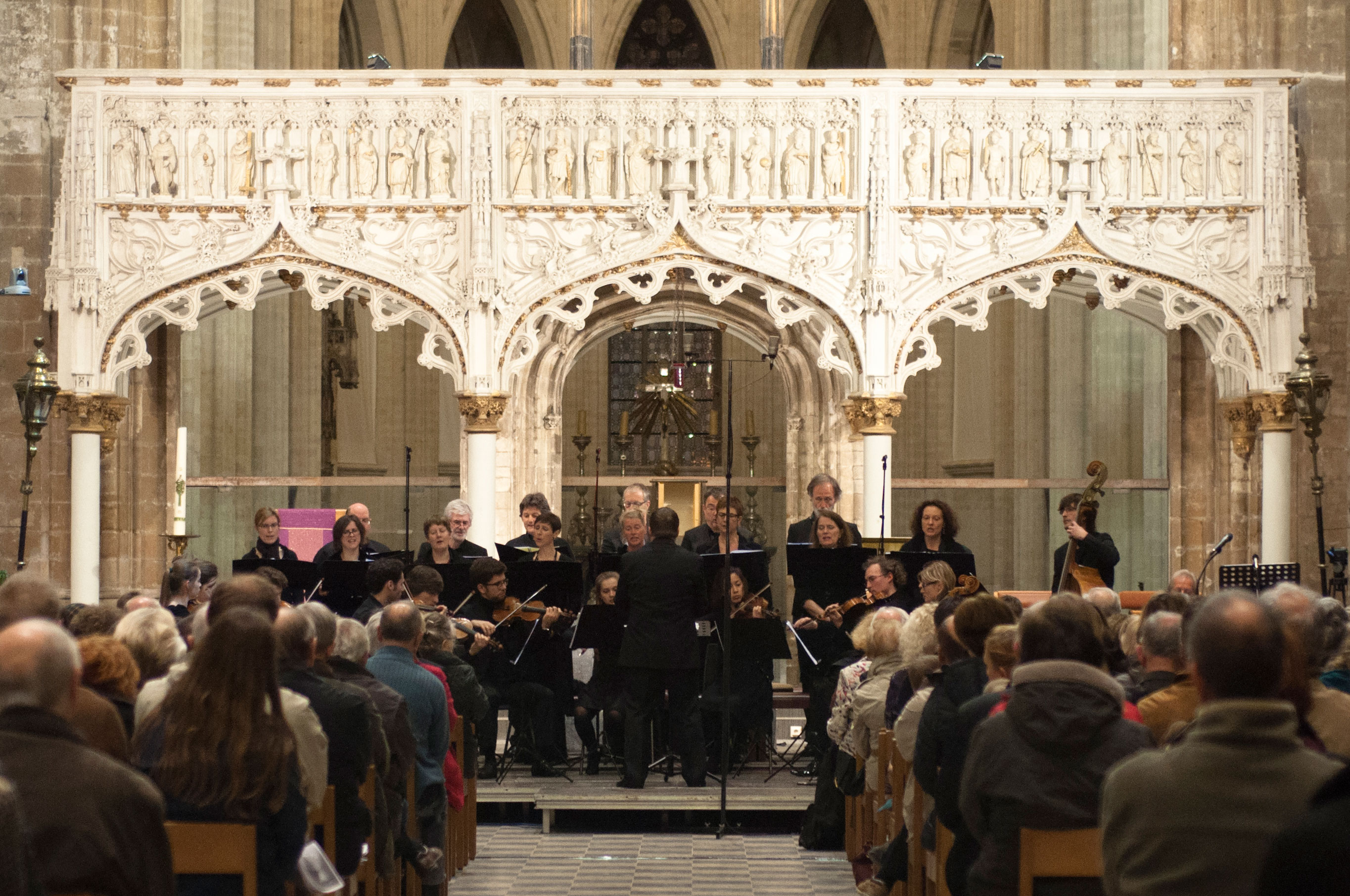
Liesbet Vereertbrugghen met koor Frascati Vocal o.l.v. Kris Stroobants

Vereertbrugghen studeerde musicologie aan de Katholieke Universiteit Leuven en heeft een grote voorliefde voor middeleeuwse muziek en polyfonie. Jarenlang gaf ze muziekgeschiedenis en Algemene Muziek Cultuur in het dagonderwijs en het deeltijds kunstonderwijs. Ze werkte ook een voor het barokorkest La Petite Bande o.l.v. Sigiswald Kuijken.
Is nu al jaren producer en netcoördinator bij Klara waar ze voornamelijk actief is in agenda-gebonden klassieke muziekprogramma’s zoals Boetiek Klassiek, Fred Brouwers en Music Matters.
Voor Musica vzw i.s.m. Laus Polyphoniae werkte ze vaak met kinderen rond muziek waaruit enkele publicaties resulteren.
Maakte Klara de bekroonde cd-reeks Klara4Kids (1-6) met illustraties van Gerda Dendooven.
Ze realiseerde een hele reeks muziektheater-voorstellingen, producties waarin muzikanten en/of acteurs op het podium in interactie gaan met video-opnames (i.s.m. Jan Boon, videast). Het verleden wordt met de nodig humor in het heden geplaatst.
Zingt of zong in verschillende ensembles waaronder Het Brussels Kathedraalkoor, La Furia, La Folia, Frascati, Bread and Roses. Ze dirigeert nu al meer dan 20 jaar het koor Nieuwdauw.

## Studies
- Musicologie KU Leuven
- Bijzonder Diploma Audio-Visuele Communicatiemedia
- Aggregatiediploma HSO

## Programma's en Producties
- Radioprogramma's
- Vrouwen in de Bijbel (Radio 3)
- Sprookjes in muziek (Radio 3)
- Metamorfosen van Ovidius (Radio 3)
- Muziekmakers (Radio 3)
- Bruggen en Wegen (Klara)
- Fred Brouwers (Klara)
- Espresso (Klara)
- Music Matters (Klara)
- Muziektheater
- met jongeren (i.s.m. Musica en Laus Polyphoniae): Koning Arthur (2000) , Weerwolf (2001), Ik ben een Fabel (2002), Cirkels (2003), Don Dijstuk van La Mancha (2004), Red Shoes (2005), Salade Mexicaine (2006). -voor kinderen: De groene slangendraak (i.s.m. Hermes Ensemble, 2008), Mister Flower (i.s.m. Klara en Stephan Vande Ginste), Ik ruik muziek (i.s.m. Klara en Anneleen Lenaerts), Gelukkig genoeg (i.s.m. Pantalone, Veerle Peeters, Helena Van den Berge, Jan Vermeulen) - voor een volwassen publiek: Frulla Baas rond brieven van Mozart aan zijn nicht Maria Anna Thekla) (met Maaike Neuville en Jan Vermeulen 2005-06), Als Louise (de zeven vrouwen van Mozart) (met Ilse Eerens/Annelies Van Gramberen, Inge Spinette/Elise Simoens) (2006-2010) en Ongeveer Schubert - De Neve van Schubert in Brussel (de impromptu’s van Schubert met Lucas Blondeel en Jef Neve) (2007-08), Suivez le Guide/Volg de Gids/Follow the Guide (Catalogue d’Oiseaux van Messiaen met Daan Vandewalle) (2008-09), Twee Levens (naar Novelle van Stefan Brijs met Dierdre Timp/Nico Boon en Encantar) (2009-10), Mel Bonis m/v van het jaar (Laura Verlinden en Veerle Peeters, piano) (2010-11), Sjahrazaad (of de rode draad) met Laura Verlinden en Four Aces Guitar Quartet (2012). Al deze voorstellingen werden in talrijke CC’s vertoond.

## Uitgaven
- De Ark van Noach. Een muzisch project (Alamire, 1993) Petja I Volk. Peter in het wolvenland. Een muzisch project (Alamire 1995) Het museum van Pieter Klok. Een muzisch speelwerk (Alamire 1996, CD voor Radio 3)Ezels en Elfen (Klara4Kids) met illustraties van Gerda Dendooven
- Is co-auteur voor de Klara-gidsen: ‘Iedereen Klassiek. Muziek voor alle emoties’, deel 1 (2014) en 2 (2016). In navolging hiervan verscheen in 2020: ‘De Stilte van de muziek voor Bach. Zestig sleutelwerken uit tien eeuwen muziek (600-1600)’. Ook uitgegeven bij Borgerhoff&Lamberigts.
- En auteur voor: Op Rozen. Een bloem-lezing. Zestig cultuurhistorische verhalen over de roos (2018, Borgerhoff&Lamberigts) met als spin off de voorstelling ‘Op Rozen. Een bloem-lezing. Gezongen. Gespeeld’ met Hanne Rapport-Hautekiet, sopraan, Hannelore Devaere, barokharp, Eric Van Leuven, tenor, luit, gamba en contrabas, Jowan Merckx, fluiten en doedelzak. Liesbet vertelt en zingt mee. In 2021 kwam er een vervolg: Zwanen. Veertig cultuurhistorische verhalen (bij Pantalone vzw).

## Samenwerkingen
- Frascati Vocal onder leiding van Kris Stroobants
- Musica en Laus Polyphoniae
- La Furia
- GC De Wildeman
- Pantalone vzw